# 福岡市水道局
福岡市水道局（ふくおかしすいどうきょく、英: Fukuoka City Waterworks Bureau）は、福岡県福岡市（早良区の一部、西区の一部を除く）への上水の給水、同市のうち那珂川以東及び黒門川以東で福岡都市計画道路千鳥橋唐人町線以北への工業用水の供給、西区小呂島での簡易水道事業を行う福岡市の経営する地方公営企業である
。

## 事業
- 需要者への給水
- 「飲む海水」～玄界灘の水～の販売

## 水源
- ダム取水[2]
  - 久原ダム、長谷ダム、猪野ダム - 多々良川水系
  - 南畑ダム、五ケ山ダム（予定）、脊振ダム - 那珂川水系
  - 曲渕ダム - 室見川水系
  - 瑞梅寺ダム - 瑞梅寺川水系
  - 江川ダム、寺内ダム、小石原川ダム（工事中） - 筑後川水系
- 浄水場
  - 夫婦石浄水場
  - 高宮浄水場
  - 乙金浄水場
  - 瑞梅寺浄水場
  - 多々良浄水場
- 福岡地区水道企業団からの受水
- 北部福岡緊急連絡管 - 北九州市上下水道局との緊急送水管

## 経営状況
2015（平成27）年度の経営状況は以下の通り。
- 水道事業会計
  - 営業収益31,214百万円、営業費用26,720百万円
  - 純利益5,611百万円の黒字。
  - 企業債残高129,258百万円。
- 工業用水道事業会計
  - 営業収益199百万円、営業費用172百万円
  - 純利益27百万円の黒字。
  - 企業債残高460百万円。

## 組織
以下の組織構成。
- 総務部
  - 総務課、経営企画課、経理課、契約課、営業企画課、営業管理課
- 計画部
  - 流域連携課、計画課、技術管理課
- 浄水部
  - 管理課、水管理課、浄水施設課、設備課、水道水質センター、乙金浄水場、多々良浄水場、高宮浄水場、夫婦石浄水場、端梅寺浄水場
- 配水部
  - 事業調整課、東部管整備課、中部管整備課、西部管整備課、節水推進課

## 節水・渇水
- 昭和53-54年福岡市渇水
- 平成6年渇水

## 水道事業ガイドラインにおける主な指標
平成26年(2014年)度。 数値 は1位、 数値 は3位以内、 数値 は最下位から3位以内、 数値 は最下位
| 指標                                  | 1位（2位） 数値         | 福岡市の順位 数値 | 最下位(17位) 数値     |
| ------------------------------------- | ----------------------- | ----------------- | --------------------- |
| 自己保有水源率                        | 札幌市 他2事業体 100    | 4位 81.9          | 大阪市 他４事業体 0.0 |
| 水質検査箇所密度 (箇所/100㎞2)        | 京都市 23.4             | 5位 14.9          | 札幌市 2.1            |
| 直結給水率                            | 札幌市 98.7             | 最下位 47.1       | 名古屋市 62.7         |
| 鉛製給水管率                          | 札幌市 他２事業体 0.0   | 11位 4.6          | 京都市 20.2           |
| 普及率                                | 東京都 他５事業体 100.0 | 12位タイ 99.6     | 浜松市 96.5           |
| 経年化設備率                          | 京都市 31.8             | 9位 45.3          | 北九州市 68.3         |
| 経年化管路率                          | さいたま市 6.6          | 11位 16.5         | 大阪市 43.3           |
| 管路の更新率                          | 東京都 1.98             | 11位 0.99         | 神戸市 0.41           |
| 配水池耐震施設率                      | 名古屋市 90.1           | 1位 91.2          | 仙台市 15.9           |
| 管路の耐震化率                        | さいたま市 43.1         | 15位 14.4         | 北九州市 5.3          |
| 経常収支比率                          | 札幌市 131.5            | 6位 115.6         | 川崎市 98.9           |
| 給水収益に対する 減価償却費の割合     | 川崎市 22.1             | 10位 31.3         | 北九州市 50.3         |
| 給水収益に対する 企業債残高の割合     | 東京都 88.6             | 16位 434.3        | 京都市 582.0          |
| 供給単価 (円)                         | 浜松市 126.3            | 最下位 218.0      | 札幌市 213.5          |
| 給水原価 (円)                         | 浜松市 132.6            | 17位 199.8        | 仙台市 203.2          |
| 1箇月当たり家庭用料金 (円/20m3使用時) | 大阪市 2,073            | 14位 2,775        | 札幌市 3,585          |
| 有収率                                | 東京都 95.9             | 1位 96.2          | 大阪市、京都市 87.3   |
| 自己資本構成比率                      | 浜松市 98.5             | 8位 59.3          | 京都市 27.9           |
| 水道施設見学者割合 (人/1000人)        | 京都市 75.8             | 10位 8.4          | 堺市 0.1              |
| 配水量1m3当たり 電力消費量 (kWh/m3)   | 堺市 0.04               | 6位 0.20          | 東京都 0.53           |
| 料金未納率                            | 広島市 2.2              | 2位 2.3           | 札幌市 10.5           |
| 管路の事故割合 (件/100㎞)             | さいたま市 0.5          | 7位 2.0           | 京都市 15.1           |
| 給水管の事故割合 (件/1000件)          | 札幌市 0.7              | 10位 3.1          | 京都市 9.8            |
| 消火栓設置密度 (基/㎞)                | 川崎市 8.2              | 10位タイ 5.0      | 札幌市、浜松市 2.9    |